# 吉爾巴赫河
吉爾巴赫河是德國的河流，位於北萊茵-威斯特法倫州，河道全長28.5公里，發源自貝格海姆，河口處在諾伊斯，最終注入埃爾夫特河。